# Xã Colville, Quận Burke, Bắc Dakota
Xã Colville (tiếng Anh: Colville Township) là một xã thuộc quận Burke, tiểu bang Bắc Dakota, Hoa Kỳ. Năm 2010, dân số của xã này là 65 người.